# Finländska mästerskapet i fotboll 1924
Finländska mästerskapet i fotboll 1924 vanns av IFK Åbo.

## Finalomgång

### Semifinaler
| HPS Helsingfors | Sudet Viborg   | 8-2 |     |
| IFK Åbo         | Kronohagens IF | 2-2 | 3-2 |

### Final
| IFK Åbo | HPS Helsingfors | 4-3 |

- IFK Åbo finländska mästare i fotboll 1924.